# 维尔纽斯攻势
维尔纽斯攻势是1919年至1921年期間波苏战争中的一场战役。1919年4月16日，波蘭共和國軍发动攻势，企图从苏俄红军手中夺取维尔纽斯。经过4月19-21日三天的巷战，波兰军队占领了维尔纽斯，红军決定撤退。波蘭共和國軍在進攻維爾紐斯的同時還占领了利达、平斯克、新格鲁多克和巴拉诺维奇等城市。